# Ökosystemforschung
Die Ökosystemforschung untersucht die Zusammenhänge verschiedener ökologischer Ebenen, zum Beispiel auf unterschiedlichen räumlichen und trophischen Ebenen sowie zwischen Arten (interspezifisch) und innerhalb einer Art (intraspezifisch). Ein Ziel ist es, Entwicklungen innerhalb von Ökosystemen zu verstehen, indem alle dafür relevanten Faktoren in die Betrachtung einbezogen werden.
Ökosystemforschung kann den „Faktor Mensch“ mit all seinen Einflüssen berücksichtigen. Für die Analyse menschlich stark beeinflusster Ökosysteme, etwa der Kulturlandschaft oder in Städten, ist dies unerlässlich. Es können aber auch von menschlichen Einflüssen möglichst unbeeinflusste Gebiete untersucht werden, um die „natürliche“ Weiterentwicklungen oder Reaktionen zu verstehen.
Durch die Orientierung an ökologischen Wechselwirkungen kann Ökosystemforschung zu vernetztem Denken beitragen und interdisziplinäre Betrachtungsweisen fördern. Für gut analysierte Systeme kann Ökosystemforschung Handlungsvorschläge generieren und/oder im Hinblick auf angestrebte Ziele bewerten.
Typischerweise kombiniert Ökosystemforschung Messung, Literatur- und Expertenwissen und Modellbildung. Dabei kann die Zusammenarbeit verschiedener Fachdisziplinen gefordert sein.

## BeispielNationalpark Schleswig-Holsteinisches Wattenmeer
Im Nationalpark Schleswig-Holsteinisches Wattenmeer verfolgt die Nationalparkverwaltung seit den frühen 80er Jahren den ökosystemaren Ansatz. 2004 erschien ein zusammenfassender Bericht verschiedener Autoren als Produkt der „Gesamtsynthese Ökosystemforschung Wattenmeer“. Er beinhaltet Kapitel zu „Das Ökosystem Wattenmeer“, „Sedimentdynamik, Stoffaustausch und Ökologie im Wattenmeer“ sowie „Anthropogene Einflüsse“ (Eutrophierung bzw. die Eutrophierungsfolgen, auf Stoffe und Substanzen mit umweltschädigender Wirkung, auf die Fischerei im Wattenmeer und den Tourismus) und „Schutz des Wattenmeeres – Grundlagen, Ziele, Werkzeuge und Maßnahmen“.